# Tångaberg
Tångaberg er en landsby i Torpa sogn, Varbergs kommun, Sverige.